# Chotkovská hrobka (Nové Dvory)
Chotkovská hrobka, také hrobka rodiny Chotků je pohřební kaple sv. Kříže uprostřed hřbitova v Nových Dvorech (německy Neuhof) v okrese Kutná Hora naproti dominikánskému klášteru s kostelem sv. Anny. Byla postavena v empírovém stylu v letech 1829–1831. V hrobce bylo pohřbeno 21 členů šlechtického rodu Chotků z Chotkova a Vojnína. Stavba je památkově chráněna spolu s reprezentativní vstupní bránou hřbitova, ohradní zdí a márnicí. Budova je ve vlastnictví městysu Nové Dvory.

## Historie
Chotkové vlastnili panství Nové Dvory od roku 1764, kdy ho od uherského šlechtice Karla Batthyányho (1697–1772) koupil hrabě Jan Karel Chotek z Chotkova (1704–1787). Jeho syn Jan Rudolf Chotek z Chotkova (1748–1824) nechal nedaleko Nových Dvorů vybudovat v letech 1802–1822 empírový zámek Kačina, kam se také v roce 1823 nastěhoval.
Rodinnou hrobku založil v Nových Dvorech Jindřich Chotek (1802–1864) na přání svého dědečka Jana Rudolfa Chotka. Původní návrh hrobky zhotovil architekt ing. Johann Philipp (Jan Filip) Jöndl (1782–1870), pražský stavební rada, který dříve prováděl i stavbu zámku Kačina. Nakonec se však stavělo podle přepracovaných plánů Antonína Archa (1793–1851). Stavební plány se dochovaly a jsou uloženy v archivu v Kutné Hoře.
Stavba pohřební kaple zasvěcené sv. Kříži byla zahájena v roce 1829. Už 19. května 1829 vysvětil podzemní hrobku farář František Kruch, kapli vysvětil 15. srpna 1831. Oltář v kapli posvětil teprve 9. srpna 1835 olomoucký arcibiskup Ferdinand Maria Chotek (arcibiskupem 1832–1836).
V roce 1926 byla hrobka vykradena.

## Architektura a vnitřní zařízení

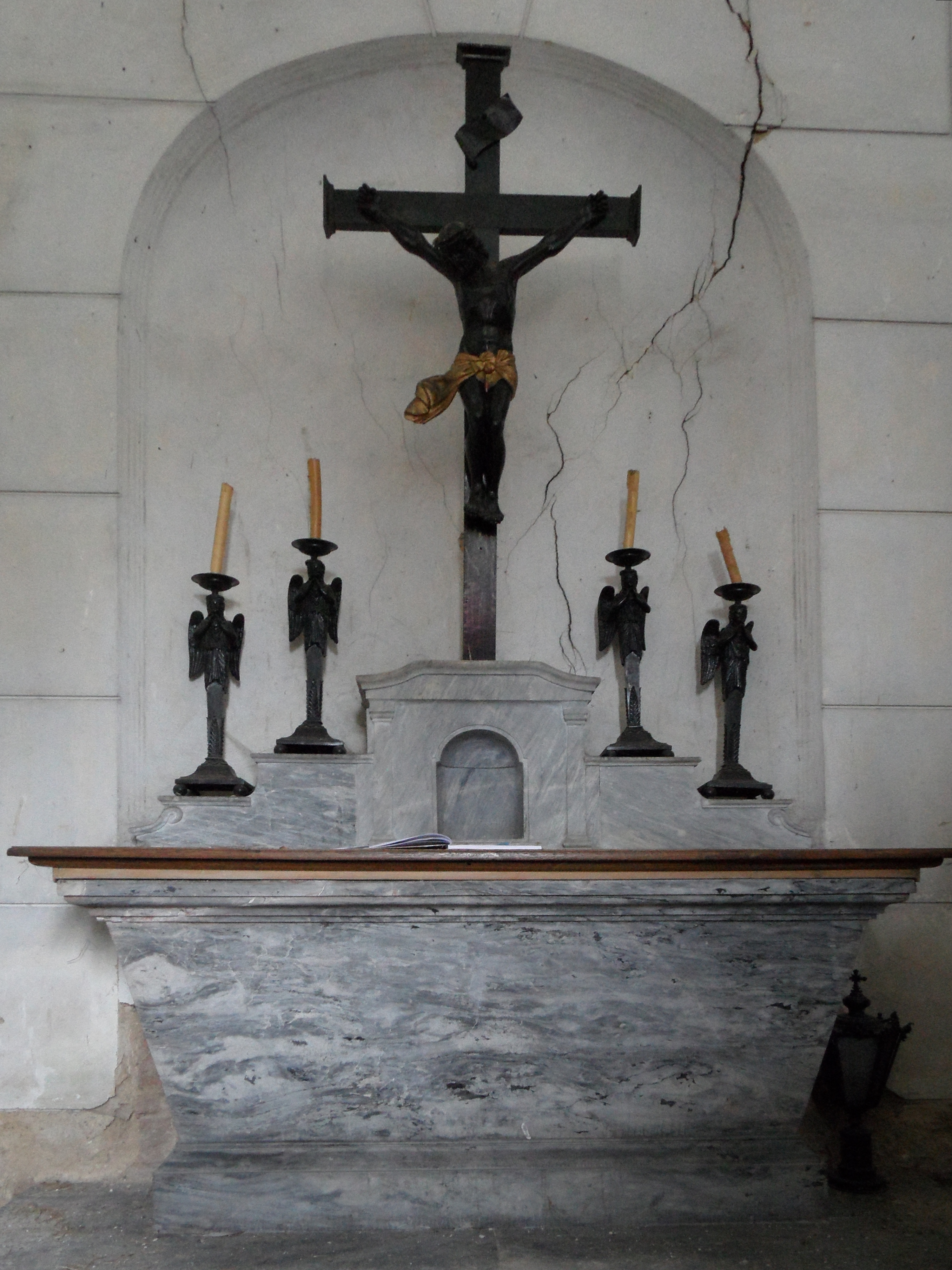
Interiér kaple

Hrobní kaple má čtvercový půdorys. Stojí na kamenné, kvádrové podezdívce. Hlavní průčelí se vstupem je na severní straně. Ve střední části je pravoúhlá edikula nesená dvěma dórskými sloupy. V jednoduchém převýšeném kamenném portálu jsou kazetové pseudodórské dveře. Boční stěny člení rustika. Zdi a sloupy jsou propojeny průběžným kladím. Nad římsou je stupňovitý atikový štít, který zakončuje kříž. Ve spodní částí štítu je latinský nápis CINERIBUS / JO: RUD: COM: CHOTEK. UX: SID: COM: CLARI ET PROPRIS / FILII. FILIÆ. NEPOS.P. Na jižním zadním průčelí je také kladí a na něm stupňovitá atika vrcholící křížem. Ve spodním pásu atiky je termální okno bez rámování. Na bočních průčelích je mezi zděnými úseky atiky železné zábradlí tvořené zavíjeným rotujícím akantem. Nízká sedlová střecha je kryta plechem.
Interiér je zaklenutý segmentovou klenbou s kazetami. Uvnitř je litinový kříž s Ježíšem Kristem. Čtyři litinové černé svícny ve formě andělů věnoval do kaple olomoucký arcibiskup Ferdinand Maria Chotek (1781–1836).
Podzemní hrobka zasahuje pod celý interiér vlastní kaple. Je tvořena centrální klenutou chodbou o šířce 2,1 metrů a délce 5,5 metrů. Na severní a jižní (ověřit!) straně jsou výklenky pro rakve, a sice ve dvou řadách nad sebou vždy po pěti. Celkem je zde 20 hrobních výklenků, z nichž dva jsou prázdné. Stěny a klenba jsou pokryty bílou omítkou, podlahu tvoří velké kamenné dlaždice.

## Seznam pohřbených

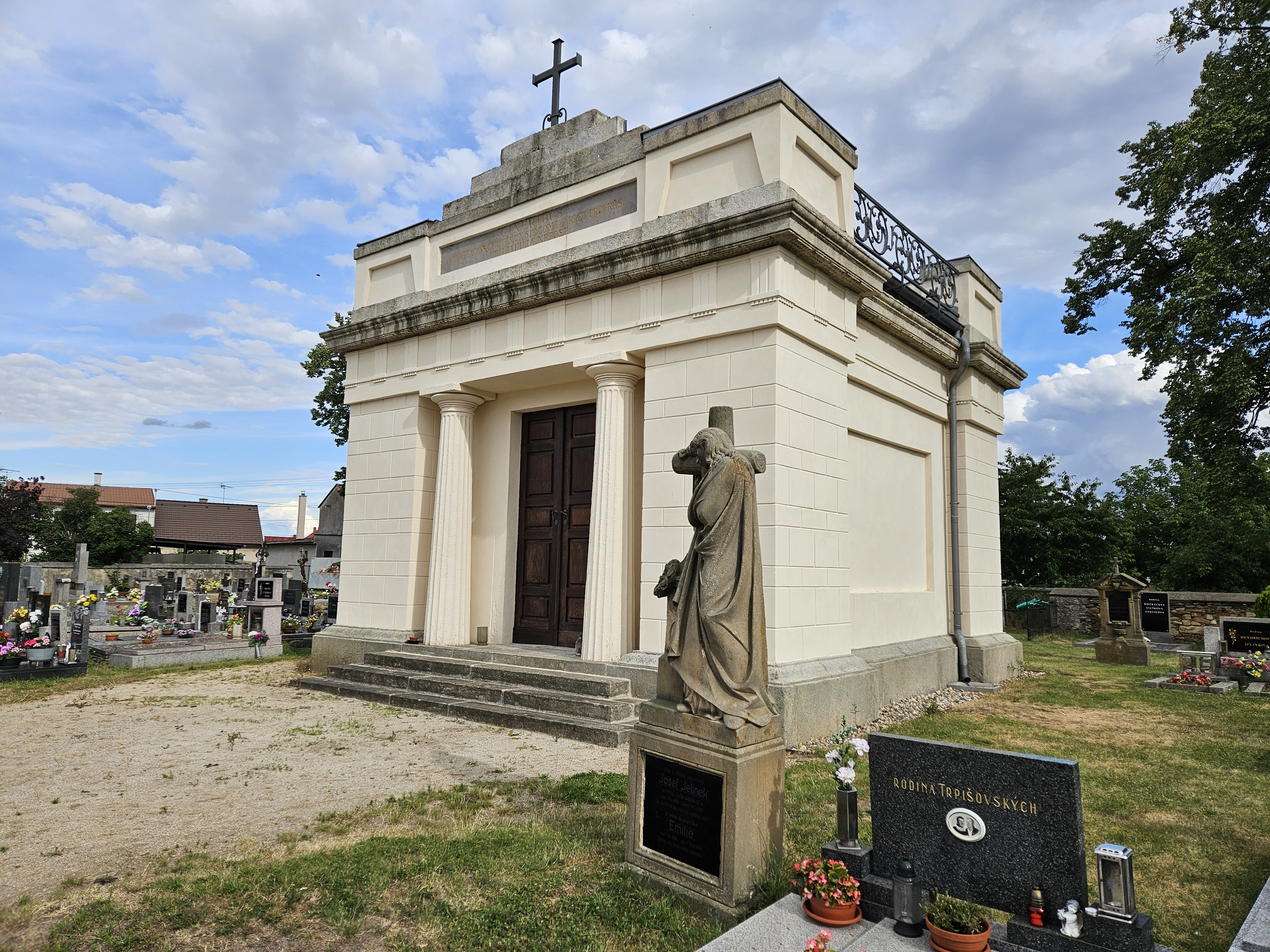

V hrobce bylo pohřbeno celkem 21 členů šlechtického rodu Chotků. První čtyři členové rodu byli do hrobky pochováni druhotně. Po dostavbě byly do hrobky přemístěny z klenutého hrobu na místním hřbitově ostatky Marie Sidonie hraběnky z Clary-Aldringenu a jejího manžela Jana Rudolfa Chotka, zakladatele zámku Kačina. V květnu 1836 byly do hrobky přesunuty také ostatky jejich syna Jana Nepomuka Josefa Chotka a jeho manželky Marie Isabely hraběnky z Rottenhanu. Další příslušníci rodu byli do hrobky pohřbíváni přímo. Malé děti (hrabě Ferdinand († 1836; č. 7), mrtvě narozené děvče († 1837; č. 9), Isabela († 1841; č. 10) a komtesa Isabela († 1857; č. 12)) jsou pohřbeny společně v jednom výklenku.

### Chronologicky podle data úmrtí
V tabulce jsou uvedeny základní informace o pohřbených. Fialově jsou vyznačeni příslušníci rodu Chotků, žlutě jsou vyznačeny manželky přivdané do rodiny. Zeleně jsou zvýrazněny osoby, jejichž ostatky byly převezeny po dostavbě hrobky, červeně majitelé chotkovského majorátu. Historie rodu sahá do 14. století, ale zde jsou generace počítány až od Václava Antonína Chotka (1674–1754), stavebníka zámku Veltrusy, který byl v roce 1702 povýšen do panského stavu, v roce 1723 získal český titul hraběte a v roce 1745 říšského hraběte. U manželek je generace v závorce a týká se generace manžela.
| Po-řadí | Gene-race | Jméno pohřbeného                             | Datum a místo narození           | Otec                                                                                        | Datum a místo sňatku, choť                                                                                 | Pohřeb a uložení do hrobky | Poznámky |
| Po-řadí | Gene-race | Jméno pohřbeného                             | Datum a místo úmrtí              | Matka                                                                                       | Datum a místo sňatku, choť                                                                                 | Pohřeb a uložení do hrobky | Poznámky |
| ------- | --------- | -------------------------------------------- | -------------------------------- | ------------------------------------------------------------------------------------------- | --- | --- | --- |
| 1.      | (4.)      | Marie Isabela z Rottenhanu                   | 6. 7. 1774 Praha                 | Jindřich František z Rottenhanu 3. 9. 1738 Bamberg – 14. 2. 1809 Vídeň                      | 12. 10. 1799 Vídeň: Jan Nepomuk Josef Chotek (č. 3)                                                        | Původně byla pohřbena v rodové hrobce Rottenhanů v Jemništi, do Chotkovské hrobky byla uložena 27. května 1836. | Dáma Řádu hvězdového kříže a palácová dáma, majitelka statku Jemniště. Narodily se jí následující děti: - 1. Jindřich (1802–1864; č. 14) - 2. Sidonie, provd. z Fünfkirchenu (1805–1890) |
| 1.      | (4.)      | Marie Isabela z Rottenhanu                   | 14. 12. 1817 Praha               | Gabriela Czerninová z Chudenic 25. 5. 1747 – 31. 7. 1807 Vídeň                              | 12. 10. 1799 Vídeň: Jan Nepomuk Josef Chotek (č. 3)                                                        | Původně byla pohřbena v rodové hrobce Rottenhanů v Jemništi, do Chotkovské hrobky byla uložena 27. května 1836. | Dáma Řádu hvězdového kříže a palácová dáma, majitelka statku Jemniště. Narodily se jí následující děti: - 1. Jindřich (1802–1864; č. 14) - 2. Sidonie, provd. z Fünfkirchenu (1805–1890) |
| 2.      | (3.)      | Marie Sidonie z Clary-Aldringenu             | 10. 11. 1748 Praha               | František Václav z Clary-Aldringenu 8. 3. 1706 Teplice – 21. 6. 1788 Vídeň                  | 15. 2. 1772 Vídeň: Jan Rudolf Chotek (č. 4)                                                                | Původně pohřbena na hřbitově v Nových Dvorech, v roce 1829 byla uložena do nové hrobky. | Dáma Řádu hvězdového kříže a palácová dáma. Narodily se jí následující děti: - 1. Jan Nepomuk Josef (1773–1824; č. 3) - 2. Rudolf (1775–1779) - 3. Josef (1776–1809) - 4. Marie Aloisie, provd. Clary-Aldringenová (1777–1864) - 5. Václav František (1778–1807, pohřben v kostele sv. Martina v Kozlech) - 6. Rudolf (1780–1782) - 7. Ferdinand Maria (1781–1836; č. 8) - 8. Karel (1783–1868) - 9. Terezie (1785–1872; č. 15) - 10. Heřman (1786–1822) |
| 2.      | (3.)      | Marie Sidonie z Clary-Aldringenu             | 16. 2. 1824 Vídeň                | Marie Josefa z Hohenzollern-Hechingenu 20. 1. 1728 Freiburg im Breisgau – 3. 12. 1801 Vídeň | 15. 2. 1772 Vídeň: Jan Rudolf Chotek (č. 4)                                                                | Původně pohřbena na hřbitově v Nových Dvorech, v roce 1829 byla uložena do nové hrobky. | Dáma Řádu hvězdového kříže a palácová dáma. Narodily se jí následující děti: - 1. Jan Nepomuk Josef (1773–1824; č. 3) - 2. Rudolf (1775–1779) - 3. Josef (1776–1809) - 4. Marie Aloisie, provd. Clary-Aldringenová (1777–1864) - 5. Václav František (1778–1807, pohřben v kostele sv. Martina v Kozlech) - 6. Rudolf (1780–1782) - 7. Ferdinand Maria (1781–1836; č. 8) - 8. Karel (1783–1868) - 9. Terezie (1785–1872; č. 15) - 10. Heřman (1786–1822) |
| 3.      | 4.        | Jan Nepomuk Josef Chotek                     | 24. 2. 1773 Vídeň                | Jan Rudolf Chotek (č. 4)                                                                    | 12. 10. 1799 Vídeň: Marie Isabela z Rottenhanu (č. 1)                                                      | Původně byl pohřben v rodové hrobce Rottenhanů v Jemništi, do Chotkovské hrobky byl uložen 27. května 1836. | C. k. komoří, státní úředník. |
| 3.      | 4.        | Jan Nepomuk Josef Chotek                     | 8. 4. 1824 Praha nebo Vídeň      | Marie Sidonie z Clary-Aldringenu (č. 2)                                                     | 12. 10. 1799 Vídeň: Marie Isabela z Rottenhanu (č. 1)                                                      | Původně byl pohřben v rodové hrobce Rottenhanů v Jemništi, do Chotkovské hrobky byl uložen 27. května 1836. | C. k. komoří, státní úředník. |
| 4.      | 3.        | Jan Rudolf Chotek                            | 17. 5. 1748 nebo 1749 Vídeň      | Jan Karel Chotek z Chotkova 29. 10 1704 Praha – 8. 11. 1787 Vídeň                           | 15. 2. 1772 Vídeň: Marie Sidonie z Clary-Aldringenu (č. 2)                                                 | Původně pohřben 2. 9. 1824 na hřbitově v Nových Dvorech, v roce 1829 byl uložen do nové hrobky. | 2. majitel chotkovského majorátu Veltrusy a alodiálního statku Nové Dvory (1771–1824), zakladatel zámku Kačina, nejvyšší purkrabí Českého království (1802–1805), konferenční ministr (1805–1810), předseda Královské české společnosti nauk (1804–1824), rytíř Řádu zlatého rouna (1808), c. k. komoří (1767) a tajný rada (1790). |
| 4.      | 3.        | Jan Rudolf Chotek                            | 26. 8. 1824 Vídeň                | Anna Marie Terezie Kotulínská z Kotulína 17. 6. 1711 Vídeň – 26. 3. 1798 Vídeň              | 15. 2. 1772 Vídeň: Marie Sidonie z Clary-Aldringenu (č. 2)                                                 | Původně pohřben 2. 9. 1824 na hřbitově v Nových Dvorech, v roce 1829 byl uložen do nové hrobky. | 2. majitel chotkovského majorátu Veltrusy a alodiálního statku Nové Dvory (1771–1824), zakladatel zámku Kačina, nejvyšší purkrabí Českého království (1802–1805), konferenční ministr (1805–1810), předseda Královské české společnosti nauk (1804–1824), rytíř Řádu zlatého rouna (1808), c. k. komoří (1767) a tajný rada (1790). |
| 5.      | 5.        | Ferdinand Chotek                             | 13. 9. 1826                      | Karel Chotek 23. 7. 1783 Vídeň – 28. 12. 1868 Vídeň                                         | | Do hrobky pohřben 12. 6. 1830. | Zemřel ve věku 3 let na otok (nahromadění tekutin) při horečnaté vodnatelnosti mozkových dutin. Jeho otec Karel Chotek, který zastával v letech 1826–1843 úřad nejvyššího purkrabího Českého království, byl pohřben v Chotkovské hrobce ve Valtířově. |
| 5.      | 5.        | Ferdinand Chotek                             | 9. 6. 1830                       | Marie Žofie Berchtoldová z Uherčic 21. 1. 1794 Vídeň – 18. 2. 1878 Vídeň                    | | Do hrobky pohřben 12. 6. 1830. | Zemřel ve věku 3 let na otok (nahromadění tekutin) při horečnaté vodnatelnosti mozkových dutin. Jeho otec Karel Chotek, který zastával v letech 1826–1843 úřad nejvyššího purkrabího Českého království, byl pohřben v Chotkovské hrobce ve Valtířově. |
| 6.      | 5.        | Karel Chotek                                 | 29. 4. 1805                      | Josef Chotek 9. 3. 1776 – 6. 7. 1809 bitva u Wagramu                                        | | Slavnostně vykropen ve Vysočanech. Do hrobky pohřben 7. 2. 1832. | C. k. rytmistr hulánského pluku č. 1 (Coburg). Zemřel ve věku 26 let nešťastnou náhodou – na náhodné zranění. |
| 6.      | 5.        | Karel Chotek                                 | 31. 1. 1832 Vysočany u Chomutova | Marie Žofie z Auerspergu 7. 9. 1780 – 7. 12. 1865                                           | | Slavnostně vykropen ve Vysočanech. Do hrobky pohřben 7. 2. 1832. | C. k. rytmistr hulánského pluku č. 1 (Coburg). Zemřel ve věku 26 let nešťastnou náhodou – na náhodné zranění. |
| 7.      | 6.        | Ferdinand Chotek                             | 1835                             | Jindřich Chotek (č. 14)                                                                     | | | Zemřel jako kojenec ve věku 5 měsíců. |
| 7.      | 6.        | Ferdinand Chotek                             | 28. 4. 1836                      | Karolína Aloisie z Eltzu (č. 13)                                                            | | | Zemřel jako kojenec ve věku 5 měsíců. |
| 8.      | 4.        | Ferdinand Maria Chotek                       | 8. 9. 1781 Vídeň                 | Jan Rudolf Chotek (č. 4)                                                                    | | Z Prahy bylo tělo převezeno do Nových Dvorů 7. 9. 1836. Do hrobky byl pohřben 9. 9. 1836 královéhradeckým biskupem Karlem Boromejským Hanlem za přítomnosti 34 kněží. | Biskup tarnovský (1831–1832), 4. arcibiskup olomoucký (1832–1836). V Praze pobýval v září 1836 u příležitosti korunovace Ferdinanda Dobrotivého na českého krále. Zemřel ve věku 54 let na choleru. |
| 8.      | 4.        | Ferdinand Maria Chotek                       | 5. 9. 1836 Praha                 | Marie Sidonie z Clary-Aldringenu (č. 2)                                                     | | Z Prahy bylo tělo převezeno do Nových Dvorů 7. 9. 1836. Do hrobky byl pohřben 9. 9. 1836 královéhradeckým biskupem Karlem Boromejským Hanlem za přítomnosti 34 kněží. | Biskup tarnovský (1831–1832), 4. arcibiskup olomoucký (1832–1836). V Praze pobýval v září 1836 u příležitosti korunovace Ferdinanda Dobrotivého na českého krále. Zemřel ve věku 54 let na choleru. |
| 9.      | 6.        | mrtvě narozené děvče                         | 18. 4. 1837                      | Jindřich Chotek (č. 14)                                                                     | | Pohřbena 19. 4. 1837 v rodinné hrobce. | |
| 9.      | 6.        | mrtvě narozené děvče                         | 18. 4. 1837 Praha                | Karolína Aloisie z Eltzu (č. 13)                                                            | | Pohřbena 19. 4. 1837 v rodinné hrobce. | |
| 10.     | 6.        | Isabela Chotková                             | 1840                             | Jindřich Chotek (č. 14)                                                                     | | Pohřbena 16. 2. 1841. | Zemřela jako kojenec ve věku 9 měsíců na tetanus. |
| 10.     | 6.        | Isabela Chotková                             | 13. 2. 1841 Veltrusy nebo Kačina | Karolína Aloisie z Eltzu (č. 13)                                                            | | Pohřbena 16. 2. 1841. | Zemřela jako kojenec ve věku 9 měsíců na tetanus. |
| 11.     | 5.        | Emanuel Chotek                               | 19. 9. 1823                      | Karel Chotek 23. 7. 1783 Vídeň – 28. 12. 1868 Vídeň                                         | | Do rodinné hrobky uložen 17. 1. 1843. | Student práv. Zemřel ve věku 19 let na zhoubnou spálu. |
| 11.     | 5.        | Emanuel Chotek                               | 15. 1. 1843 Praha                | Marie Žofie Berchtoldová z Uherčic 21. 1. 1794 Vídeň – 18. 2. 1878 Vídeň                    | | Do rodinné hrobky uložen 17. 1. 1843. | Student práv. Zemřel ve věku 19 let na zhoubnou spálu. |
| 12.     | 6.        | Isabela Chotková                             | 26. 5. 1842 Veltrusy             | Jindřich Chotek (č. 14)                                                                     | | Pohřbena 17. 9. 1857 v hraběcí hrobce. | Zemřela ve věku 15 let na vysílení nebo na ochrnutí plic. |
| 12.     | 6.        | Isabela Chotková                             | 14. 9. 1857 Veltrusy             | Karolína Aloisie z Eltzu (č. 13)                                                            | | Pohřbena 17. 9. 1857 v hraběcí hrobce. | Zemřela ve věku 15 let na vysílení nebo na ochrnutí plic. |
| 13.     | (5.)      | Karolína Aloisie z Eltzu                     | 12. 7. 1810 Madrid               | Emerich Josef z Eltzu 22. 3. 1765 Mohuč – 21. 12. 1844 Vídeň                                | 12. 7. 1831 Praha: Jindřich Chotek (č. 14)                                                                 | Vykropena 25. 8. 1862 v Praze. Pohřbena 26. 8. v hraběcí hrobce. | Palácová dáma. Zemřela ve věku 62 let[zdroj?] na degeneraci ženských orgánů nebo na ochrnutí plic. Narodily se jí následující děti: - 1. Rudolf Karel (1832–1894; č. 18) - 2. Emerich (1833–1911; č. 19) - 3. Ferdinand (1838–1913; pohřben ve Volšovech) - 4. Isabela (1842–1857; č. 12) - 5. Arnošt (1844–1927; č. 21) - 6. Karolina, provd. z Thun-Hohensteinu (1846–1933)                                                                            |
| 13.     | (5.)      | Karolína Aloisie z Eltzu                     | 23. 8. 1862 Praha-Malá Strana    | Henrietta z Colloredo-Mannsfeldu 3. 9. 1773 – 8. 3. 1814                                    | 12. 7. 1831 Praha: Jindřich Chotek (č. 14)                                                                 | Vykropena 25. 8. 1862 v Praze. Pohřbena 26. 8. v hraběcí hrobce. | Palácová dáma. Zemřela ve věku 62 let[zdroj?] na degeneraci ženských orgánů nebo na ochrnutí plic. Narodily se jí následující děti: - 1. Rudolf Karel (1832–1894; č. 18) - 2. Emerich (1833–1911; č. 19) - 3. Ferdinand (1838–1913; pohřben ve Volšovech) - 4. Isabela (1842–1857; č. 12) - 5. Arnošt (1844–1927; č. 21) - 6. Karolina, provd. z Thun-Hohensteinu (1846–1933)                                                                            |
| 14.     | 5.        | Jindřich Chotek                              | 26. 5. 1802 Praha                | Jan Nepomuk Josef Chotek (č. 3)                                                             | 12. 7. 1831 Praha: Karolína Aloisie z Eltzu (č. 13)                                                        | Pohřben 26. 12. 1864. | 3. majitel chotkovského majorátu Veltrusy a alodiálního statku Nové Dvory (1824–1864), zakladatel hrobky, c. k. komoří, nejvyšší dědičný zemský dveřník v Rakouském arcivévodství nad i pod Enží (1824–1864), státní úředník, místopředseda společnosti Muzea (1851–1861). Zemřel ve věku 62 let na ochrnutí srdce a plicní edém. |
| 14.     | 5.        | Jindřich Chotek                              | 24. 12. 1864 Praha-Malá Strana   | Marie Isabela z Rottenhanu (č. 1)                                                           | 12. 7. 1831 Praha: Karolína Aloisie z Eltzu (č. 13)                                                        | Pohřben 26. 12. 1864. | 3. majitel chotkovského majorátu Veltrusy a alodiálního statku Nové Dvory (1824–1864), zakladatel hrobky, c. k. komoří, nejvyšší dědičný zemský dveřník v Rakouském arcivévodství nad i pod Enží (1824–1864), státní úředník, místopředseda společnosti Muzea (1851–1861). Zemřel ve věku 62 let na ochrnutí srdce a plicní edém. |
| 15.     | 4.        | Terezie Chotková                             | 12. 6. 1785                      | Jan Rudolf Chotek (č. 4)                                                                    | | Tělo bylo vykropeno 22. 12. 1872 v Praze. Pohřbena v hraběcí hrobce 23. 12. | Čestná dáma Savojského ústavu šlechtičen ve Vídni. Zemřela ve věku 87 let na orchrnutí plic. |
| 15.     | 4.        | Terezie Chotková                             | 20. 12. 1872 Praha-Malá Strana   | Marie Sidonie z Clary-Aldringenu (č. 2)                                                     | | Tělo bylo vykropeno 22. 12. 1872 v Praze. Pohřbena v hraběcí hrobce 23. 12. | Čestná dáma Savojského ústavu šlechtičen ve Vídni. Zemřela ve věku 87 let na orchrnutí plic. |
| 16.     | 7.        | Jan Rudolf Chotek                            | 3. 7. 1865 Veltrusy              | Rudolf Karel Chotek (č. 18)                                                                 | | Tělo bylo vykropeno 27. 11. 1884 v rodinné hrobce. Poté byla mrtvola ve dvou rakvích (skleněné a cínové) a bedně severozápadní dráhou převezena na nádraží v Sedleci a následně vozem převezena do kostela sv. Anny v Nových Dvorech, kde byla uschována před uložením do rodinné hraběcí hrobky 28. 11.      | Student práv v Bonnu. Zemřel ve věku 19 let na plicní edém. |
| 16.     | 7.        | Jan Rudolf Chotek                            | 25. 11. 1884 Praha-Malá Strana   | Marie Terezie z Auerspergu (č. 17)                                                          | | Tělo bylo vykropeno 27. 11. 1884 v rodinné hrobce. Poté byla mrtvola ve dvou rakvích (skleněné a cínové) a bedně severozápadní dráhou převezena na nádraží v Sedleci a následně vozem převezena do kostela sv. Anny v Nových Dvorech, kde byla uschována před uložením do rodinné hraběcí hrobky 28. 11.      | Student práv v Bonnu. Zemřel ve věku 19 let na plicní edém. |
| 17.     | (6.)      | Marie Terezie z Auerspergu                   | 13. 6. 1837 Praha                | František Xaver z Auerspergu 9. 2. 1804 – 16. 8. 1873                                       | 26. 10. 1858 Praha: Rudolf Karel Chotek (č. 18)                                                            | Tělo bylo vykropeno 2. 2. 1888. Poté byla mrtvola v zaletované rakvi a bedně severozápadní dráhou převezena na nádraží v Sedleci a následně kutnohorským pohřebním vozem převezena do zámecké kaple sv. Martina v Nových Dvorech, kde byla slavnostně vystavena před uložením do rodinné hraběcí hrobky 3. 2. | Zemřela ve věku 50 let na neštovice. Narodil se jí následující syn: - Jan Rudolf (1865–1884; č. 16) |
| 17.     | (6.)      | Marie Terezie z Auerspergu                   | 1. 2. 1888 Praha-Malá Strana     | Marie Terezie z Scheibleru 12. 8. 1814 – 7. 3. 1879                                         | 26. 10. 1858 Praha: Rudolf Karel Chotek (č. 18)                                                            | Tělo bylo vykropeno 2. 2. 1888. Poté byla mrtvola v zaletované rakvi a bedně severozápadní dráhou převezena na nádraží v Sedleci a následně kutnohorským pohřebním vozem převezena do zámecké kaple sv. Martina v Nových Dvorech, kde byla slavnostně vystavena před uložením do rodinné hraběcí hrobky 3. 2. | Zemřela ve věku 50 let na neštovice. Narodil se jí následující syn: - Jan Rudolf (1865–1884; č. 16) |
| 18.     | 6.        | Rudolf Karel Chotek                          | 23. 6. 1832 Praha                | Jindřich Chotek (č. 14)                                                                     | 26. 10. 1858 Praha: Marie Terezie z Auerspergu (č. 17)                                                     | | 4. majitel chotkovského majorátu Veltrusy a alodiálního statku Nové Dvory (1864–1894), c. k. komoří (1865), dědičný člen Panské sněmovny rakouské Říšské rady (1879). |
| 18.     | 6.        | Rudolf Karel Chotek                          | 1. 10. 1894 Gáad                 | Karolína Aloisie z Eltzu (č. 13)                                                            | 30. 4. 1894 Budapešť: Klaudie z Gudenusu 25. 4. Gáad – 10. 5. 1949 Štýrský Hradec (Graz)                   | | 4. majitel chotkovského majorátu Veltrusy a alodiálního statku Nové Dvory (1864–1894), c. k. komoří (1865), dědičný člen Panské sněmovny rakouské Říšské rady (1879). |
| 19.     | 6.        | Emerich Chotek                               | 3. 12. 1833 Praha                | Jindřich Chotek (č. 14)                                                                     | 15. 1. 1869 Trident (Trento): Julie Henrietta z Thun-Hohensteinu 21. 3. 1848 Trident – 12. 3. 1889 Trident | | 5. majitel chotkovského majorátu Veltrusy a alodiálního statku Nové Dvory (1894–1911), c. k. komoří (1880) a tajný rada (1909), dědičný člen Panské sněmovny rakouské Říšské rady (1896). |
| 19.     | 6.        | Emerich Chotek                               | 12. 4. 1911 Volšovy u Sušice     | Karolína Aloisie z Eltzu (č. 13)                                                            | 15. 1. 1869 Trident (Trento): Julie Henrietta z Thun-Hohensteinu 21. 3. 1848 Trident – 12. 3. 1889 Trident | | 5. majitel chotkovského majorátu Veltrusy a alodiálního statku Nové Dvory (1894–1911), c. k. komoří (1880) a tajný rada (1909), dědičný člen Panské sněmovny rakouské Říšské rady (1896). |
| 20.     | (6.)      | Josefína (Josefa Barbora) ze Sweerts-Sporcku | 10. 12. 1848 Liberec             | Josef ze Sweerts-Sporcku 10. 2. 1809 Krakov – 12. 11. 1848 Liberec                          | 25. 5. 1869 Praha-Nové Město: Ferdinand Chotek 25. 7. 1838 Veltrusy – 7. 7. 1913 Volšovy                   | | Dáma Řádu hvězdového kříže (1870). Narodila se jako pohrobek. Bezdětná. |
| 20.     | (6.)      | Josefína (Josefa Barbora) ze Sweerts-Sporcku | 14. 3. 1924 zámek Kačina         | Adéla z Puteani 27. 3. 1823 Praha – 28. 11. 1904 Průhonice                                  | 25. 5. 1869 Praha-Nové Město: Ferdinand Chotek 25. 7. 1838 Veltrusy – 7. 7. 1913 Volšovy                   | | Dáma Řádu hvězdového kříže (1870). Narodila se jako pohrobek. Bezdětná. |
| 21.     | 6.        | Arnošt Chotek                                | 13. 3. 1844 Praha                | Jindřich Chotek (č. 14)                                                                     | | | 6. majitel chotkovského majorátu Veltrusy a alodiálního statku Nové Dvory (1911–1927) a statku Bělušice (do pozemkové reformy v roce 1925), c. k. komoří (1874) a tajný rada (1895), dědičný člen rakouské Panské sněmovny (1912), c. k. generál v záloze, generální pobočník polního maršála arcivévody Albrechta (1890–1893), nejvyšší hofmistr arcivévodkyně Alžběty (1896–1903), rytíř Řádu železné koruny 1. třídy.                                 |
| 21.     | 6.        | Arnošt Chotek                                | 24. 1. 1927 Veltrusy             | Karolína Aloisie z Eltzu (č. 13)                                                            | | | 6. majitel chotkovského majorátu Veltrusy a alodiálního statku Nové Dvory (1911–1927) a statku Bělušice (do pozemkové reformy v roce 1925), c. k. komoří (1874) a tajný rada (1895), dědičný člen rakouské Panské sněmovny (1912), c. k. generál v záloze, generální pobočník polního maršála arcivévody Albrechta (1890–1893), nejvyšší hofmistr arcivévodkyně Alžběty (1896–1903), rytíř Řádu železné koruny 1. třídy.                                 |

### Příbuzenské vztahy pohřbených
Následující schéma znázorňuje příbuzenské vztahy. Červeně orámovaní byli pohřbeni v hrobce, arabské číslice odpovídají pořadí úmrtí podle předchozí tabulky. Zeleně je vyznačen dlouholetý nejvyšší purkrabí Českého království Karel Chotek (1783–1868), zakladatel velkobřezenské rodové větve, pro kterého byla zbudována Chotkovská hrobka ve Valtířově. Modře je vyznačen diplomat Bohuslav Chotek (1829–1896), otec Žofie Chotkové (1868–1914) a tchán arcivévody Františka Ferdinanda d’Este (1863–1914). Oranžově je vyznačen Heřman Chotek (1786–1822), zakladatel uherské rodové větve. Vzhledem k účelu schématu se nejedná o kompletní rodokmen Chotků.
| Jan Karel Chotek 1704–1787               | Jan Karel Chotek 1704–1787               | Jan Karel Chotek 1704–1787               | Jan Karel Chotek 1704–1787               | Jan Karel Chotek 1704–1787               | Jan Karel Chotek 1704–1787               |                                |                                |                                         |                                         |                                         |                                         | Anna Marie Terezie Kotulínská 1711–1798 | Anna Marie Terezie Kotulínská 1711–1798 | Anna Marie Terezie Kotulínská 1711–1798 | Anna Marie Terezie Kotulínská 1711–1798 | Anna Marie Terezie Kotulínská 1711–1798 | Anna Marie Terezie Kotulínská 1711–1798 |                                            |                                            |                                            |                                            |                                            |                                            |                                    |                                    |                                    |                                    |                                    |                                    |                        |                        |                               |                               |                               |                               |                                    |                                    |                                    |                                    |                                            |                                            |                                            |                                            |                                            |                                            |                        |                        |                            |                            |                            |                            |                                              |                                              |                                              |                                              |                                              |                                              |                                           |                                           |                                           |                                           |                                |                                |                                |                                |                                |                                |                                |                                |                         |                         |                                |                                |                                |                                |                                            |                                            |                                            |                                            |                                            |                                            |                             |                             |                             |                             |  |  |  |  |
| Jan Karel Chotek 1704–1787               | Jan Karel Chotek 1704–1787               | Jan Karel Chotek 1704–1787               | Jan Karel Chotek 1704–1787               | Jan Karel Chotek 1704–1787               | Jan Karel Chotek 1704–1787               |                                |                                |                                         |                                         |                                         |                                         | Anna Marie Terezie Kotulínská 1711–1798 | Anna Marie Terezie Kotulínská 1711–1798 | Anna Marie Terezie Kotulínská 1711–1798 | Anna Marie Terezie Kotulínská 1711–1798 | Anna Marie Terezie Kotulínská 1711–1798 | Anna Marie Terezie Kotulínská 1711–1798 |                                            |                                            |                                            |                                            |                                            |                                            |                                    |                                    |                                    |                                    |                                    |                                    |                        |                        |                               |                               |                               |                               |                                    |                                    |                                    |                                    |                                            |                                            |                                            |                                            |                                            |                                            |                        |                        |                            |                            |                            |                            |                                              |                                              |                                              |                                              |                                              |                                              |                                           |                                           |                                           |                                           |                                |                                |                                |                                |                                |                                |                                |                                |                         |                         |                                |                                |                                |                                |                                            |                                            |                                            |                                            |                                            |                                            |                             |                             |                             |                             |  |  |  |  |
|                                          |                                          |                                          |                                          |                                          |                                          |                                |                                |                                         |                                         |                                         |                                         |                                         |                                         |                                         |                                         |                                         |                                         |                                            |                                            |                                            |                                            |                                            |                                            |                                    |                                    |                                    |                                    |                                    |                                    |                        |                        |                               |                               |                               |                               |                                    |                                    |                                    |                                    |                                            |                                            |                                            |                                            |                                            |                                            |                        |                        |                            |                            |                            |                            |                                              |                                              |                                              |                                              |                                              |                                              |                                           |                                           |                                           |                                           |                                |                                |                                |                                |                                |                                |                                |                                |                         |                         |                                |                                |                                |                                |                                            |                                            |                                            |                                            |                                            |                                            |                             |                             |                             |                             |  |  |  |  |
|                                          |                                          |                                          |                                          |                                          |                                          |                                |                                |                                         |                                         |                                         |                                         |                                         |                                         |                                         |                                         |                                         |                                         |                                            |                                            |                                            |                                            |                                            |                                            |                                    |                                    |                                    |                                    |                                    |                                    |                        |                        |                               |                               |                               |                               |                                    |                                    |                                    |                                    |                                            |                                            |                                            |                                            |                                            |                                            |                        |                        |                            |                            |                            |                            |                                              |                                              |                                              |                                              |                                              |                                              |                                           |                                           |                                           |                                           |                                |                                |                                |                                |                                |                                |                                |                                |                         |                         |                                |                                |                                |                                |                                            |                                            |                                            |                                            |                                            |                                            |                             |                             |                             |                             |  |  |  |  |
|                                          |                                          |                                          |                                          |                                          |                                          | 4. Jan Rudolf Chotek 1748–1824 | 4. Jan Rudolf Chotek 1748–1824 | 4. Jan Rudolf Chotek 1748–1824          | 4. Jan Rudolf Chotek 1748–1824          | 4. Jan Rudolf Chotek 1748–1824          | 4. Jan Rudolf Chotek 1748–1824          |                                         |                                         |                                         |                                         |                                         |                                         | 2. Marie Sidonie Clary-Aldringen 1748–1824 | 2. Marie Sidonie Clary-Aldringen 1748–1824 | 2. Marie Sidonie Clary-Aldringen 1748–1824 | 2. Marie Sidonie Clary-Aldringen 1748–1824 | 2. Marie Sidonie Clary-Aldringen 1748–1824 | 2. Marie Sidonie Clary-Aldringen 1748–1824 |                                    |                                    |                                    |                                    |                                    |                                    |                        |                        |                               |                               |                               |                               |                                    |                                    |                                    |                                    |                                            |                                            |                                            |                                            |                                            |                                            |                        |                        |                            |                            |                            |                            |                                              |                                              |                                              |                                              |                                              |                                              |                                           |                                           |                                           |                                           |                                |                                |                                |                                |                                |                                |                                |                                |                         |                         |                                |                                |                                |                                |                                            |                                            |                                            |                                            |                                            |                                            |                             |                             |                             |                             |  |  |  |  |
|                                          |                                          |                                          |                                          |                                          |                                          | 4. Jan Rudolf Chotek 1748–1824 | 4. Jan Rudolf Chotek 1748–1824 | 4. Jan Rudolf Chotek 1748–1824          | 4. Jan Rudolf Chotek 1748–1824          | 4. Jan Rudolf Chotek 1748–1824          | 4. Jan Rudolf Chotek 1748–1824          |                                         |                                         |                                         |                                         |                                         |                                         | 2. Marie Sidonie Clary-Aldringen 1748–1824 | 2. Marie Sidonie Clary-Aldringen 1748–1824 | 2. Marie Sidonie Clary-Aldringen 1748–1824 | 2. Marie Sidonie Clary-Aldringen 1748–1824 | 2. Marie Sidonie Clary-Aldringen 1748–1824 | 2. Marie Sidonie Clary-Aldringen 1748–1824 |                                    |                                    |                                    |                                    |                                    |                                    |                        |                        |                               |                               |                               |                               |                                    |                                    |                                    |                                    |                                            |                                            |                                            |                                            |                                            |                                            |                        |                        |                            |                            |                            |                            |                                              |                                              |                                              |                                              |                                              |                                              |                                           |                                           |                                           |                                           |                                |                                |                                |                                |                                |                                |                                |                                |                         |                         |                                |                                |                                |                                |                                            |                                            |                                            |                                            |                                            |                                            |                             |                             |                             |                             |  |  |  |  |
|                                          |                                          |                                          |                                          |                                          |                                          |                                |                                |                                         |                                         |                                         |                                         |                                         |                                         |                                         |                                         |                                         |                                         |                                            |                                            |                                            |                                            |                                            |                                            |                                    |                                    |                                    |                                    |                                    |                                    |                        |                        |                               |                               |                               |                               |                                    |                                    |                                    |                                    |                                            |                                            |                                            |                                            |                                            |                                            |                        |                        |                            |                            |                            |                            |                                              |                                              |                                              |                                              |                                              |                                              |                                           |                                           |                                           |                                           |                                |                                |                                |                                |                                |                                |                                |                                |                         |                         |                                |                                |                                |                                |                                            |                                            |                                            |                                            |                                            |                                            |                             |                             |                             |                             |  |  |  |  |
|                                          |                                          |                                          |                                          |                                          |                                          |                                |                                |                                         |                                         |                                         |                                         |                                         |                                         |                                         |                                         |                                         |                                         |                                            |                                            |                                            |                                            |                                            |                                            |                                    |                                    |                                    |                                    |                                    |                                    |                        |                        |                               |                               |                               |                               |                                    |                                    |                                    |                                    |                                            |                                            |                                            |                                            |                                            |                                            |                        |                        |                            |                            |                            |                            |                                              |                                              |                                              |                                              |                                              |                                              |                                           |                                           |                                           |                                           |                                |                                |                                |                                |                                |                                |                                |                                |                         |                         |                                |                                |                                |                                |                                            |                                            |                                            |                                            |                                            |                                            |                             |                             |                             |                             |  |  |  |  |
| 3. Jan Nepomuk Chotek 1773–1824          | 3. Jan Nepomuk Chotek 1773–1824          | 3. Jan Nepomuk Chotek 1773–1824          | 3. Jan Nepomuk Chotek 1773–1824          | 3. Jan Nepomuk Chotek 1773–1824          | 3. Jan Nepomuk Chotek 1773–1824          |                                |                                | 1. Marie Isabela z Rottenhanu 1774–1817 | 1. Marie Isabela z Rottenhanu 1774–1817 | 1. Marie Isabela z Rottenhanu 1774–1817 | 1. Marie Isabela z Rottenhanu 1774–1817 | 1. Marie Isabela z Rottenhanu 1774–1817 | 1. Marie Isabela z Rottenhanu 1774–1817 |                                         |                                         | 8. Ferdinand Maria Chotek 1781–1836     | 8. Ferdinand Maria Chotek 1781–1836     | 8. Ferdinand Maria Chotek 1781–1836        | 8. Ferdinand Maria Chotek 1781–1836        | 8. Ferdinand Maria Chotek 1781–1836        | 8. Ferdinand Maria Chotek 1781–1836        |                                            |                                            |                                    |                                    |                                    |                                    | Josef Chotek 1776–1809             | Josef Chotek 1776–1809             | Josef Chotek 1776–1809 | Josef Chotek 1776–1809 | Josef Chotek 1776–1809        | Josef Chotek 1776–1809        |                               |                               | Marie Žofie z Auerspergu 1780–1865 | Marie Žofie z Auerspergu 1780–1865 | Marie Žofie z Auerspergu 1780–1865 | Marie Žofie z Auerspergu 1780–1865 | Marie Žofie z Auerspergu 1780–1865         | Marie Žofie z Auerspergu 1780–1865         |                                            |                                            | Karel Chotek 1783–1868                     | Karel Chotek 1783–1868                     | Karel Chotek 1783–1868 | Karel Chotek 1783–1868 | Karel Chotek 1783–1868     | Karel Chotek 1783–1868     |                            |                            | Marie Žofie Berchtoldová z Uherčic 1794–1878 | Marie Žofie Berchtoldová z Uherčic 1794–1878 | Marie Žofie Berchtoldová z Uherčic 1794–1878 | Marie Žofie Berchtoldová z Uherčic 1794–1878 | Marie Žofie Berchtoldová z Uherčic 1794–1878 | Marie Žofie Berchtoldová z Uherčic 1794–1878 |                                           |                                           | 15. Terezie Chotková 1785–1872            | 15. Terezie Chotková 1785–1872            | 15. Terezie Chotková 1785–1872 | 15. Terezie Chotková 1785–1872 | 15. Terezie Chotková 1785–1872 | 15. Terezie Chotková 1785–1872 |                                |                                | Heřman Chotek 1786–1822        | Heřman Chotek 1786–1822        | Heřman Chotek 1786–1822 | Heřman Chotek 1786–1822 | Heřman Chotek 1786–1822        | Heřman Chotek 1786–1822        |                                |                                | Henrietta Brunschwick de Korompa 1789–1857 | Henrietta Brunschwick de Korompa 1789–1857 | Henrietta Brunschwick de Korompa 1789–1857 | Henrietta Brunschwick de Korompa 1789–1857 | Henrietta Brunschwick de Korompa 1789–1857 | Henrietta Brunschwick de Korompa 1789–1857 |                             |                             |                             |                             |  |  |  |  |
| 3. Jan Nepomuk Chotek 1773–1824          | 3. Jan Nepomuk Chotek 1773–1824          | 3. Jan Nepomuk Chotek 1773–1824          | 3. Jan Nepomuk Chotek 1773–1824          | 3. Jan Nepomuk Chotek 1773–1824          | 3. Jan Nepomuk Chotek 1773–1824          |                                |                                | 1. Marie Isabela z Rottenhanu 1774–1817 | 1. Marie Isabela z Rottenhanu 1774–1817 | 1. Marie Isabela z Rottenhanu 1774–1817 | 1. Marie Isabela z Rottenhanu 1774–1817 | 1. Marie Isabela z Rottenhanu 1774–1817 | 1. Marie Isabela z Rottenhanu 1774–1817 |                                         |                                         | 8. Ferdinand Maria Chotek 1781–1836     | 8. Ferdinand Maria Chotek 1781–1836     | 8. Ferdinand Maria Chotek 1781–1836        | 8. Ferdinand Maria Chotek 1781–1836        | 8. Ferdinand Maria Chotek 1781–1836        | 8. Ferdinand Maria Chotek 1781–1836        |                                            |                                            |                                    |                                    |                                    |                                    | Josef Chotek 1776–1809             | Josef Chotek 1776–1809             | Josef Chotek 1776–1809 | Josef Chotek 1776–1809 | Josef Chotek 1776–1809        | Josef Chotek 1776–1809        |                               |                               | Marie Žofie z Auerspergu 1780–1865 | Marie Žofie z Auerspergu 1780–1865 | Marie Žofie z Auerspergu 1780–1865 | Marie Žofie z Auerspergu 1780–1865 | Marie Žofie z Auerspergu 1780–1865         | Marie Žofie z Auerspergu 1780–1865         |                                            |                                            | Karel Chotek 1783–1868                     | Karel Chotek 1783–1868                     | Karel Chotek 1783–1868 | Karel Chotek 1783–1868 | Karel Chotek 1783–1868     | Karel Chotek 1783–1868     |                            |                            | Marie Žofie Berchtoldová z Uherčic 1794–1878 | Marie Žofie Berchtoldová z Uherčic 1794–1878 | Marie Žofie Berchtoldová z Uherčic 1794–1878 | Marie Žofie Berchtoldová z Uherčic 1794–1878 | Marie Žofie Berchtoldová z Uherčic 1794–1878 | Marie Žofie Berchtoldová z Uherčic 1794–1878 |                                           |                                           | 15. Terezie Chotková 1785–1872            | 15. Terezie Chotková 1785–1872            | 15. Terezie Chotková 1785–1872 | 15. Terezie Chotková 1785–1872 | 15. Terezie Chotková 1785–1872 | 15. Terezie Chotková 1785–1872 |                                |                                | Heřman Chotek 1786–1822        | Heřman Chotek 1786–1822        | Heřman Chotek 1786–1822 | Heřman Chotek 1786–1822 | Heřman Chotek 1786–1822        | Heřman Chotek 1786–1822        |                                |                                | Henrietta Brunschwick de Korompa 1789–1857 | Henrietta Brunschwick de Korompa 1789–1857 | Henrietta Brunschwick de Korompa 1789–1857 | Henrietta Brunschwick de Korompa 1789–1857 | Henrietta Brunschwick de Korompa 1789–1857 | Henrietta Brunschwick de Korompa 1789–1857 |                             |                             |                             |                             |  |  |  |  |
|                                          |                                          |                                          |                                          |                                          |                                          |                                |                                |                                         |                                         |                                         |                                         |                                         |                                         |                                         |                                         |                                         |                                         |                                            |                                            |                                            |                                            |                                            |                                            |                                    |                                    |                                    |                                    |                                    |                                    |                        |                        |                               |                               |                               |                               |                                    |                                    |                                    |                                    |                                            |                                            |                                            |                                            |                                            |                                            |                        |                        |                            |                            |                            |                            |                                              |                                              |                                              |                                              |                                              |                                              |                                           |                                           |                                           |                                           |                                |                                |                                |                                |                                |                                |                                |                                |                         |                         |                                |                                |                                |                                |                                            |                                            |                                            |                                            |                                            |                                            |                             |                             |                             |                             |  |  |  |  |
|                                          |                                          |                                          |                                          |                                          |                                          |                                |                                |                                         |                                         |                                         |                                         |                                         |                                         |                                         |                                         |                                         |                                         |                                            |                                            |                                            |                                            |                                            |                                            |                                    |                                    |                                    |                                    |                                    |                                    |                        |                        |                               |                               |                               |                               |                                    |                                    |                                    |                                    |                                            |                                            |                                            |                                            |                                            |                                            |                        |                        |                            |                            |                            |                            |                                              |                                              |                                              |                                              |                                              |                                              |                                           |                                           |                                           |                                           |                                |                                |                                |                                |                                |                                |                                |                                |                         |                         |                                |                                |                                |                                |                                            |                                            |                                            |                                            |                                            |                                            |                             |                             |                             |                             |  |  |  |  |
| 14. Jindřich Chotek 1802–1864            | 14. Jindřich Chotek 1802–1864            | 14. Jindřich Chotek 1802–1864            | 14. Jindřich Chotek 1802–1864            | 14. Jindřich Chotek 1802–1864            | 14. Jindřich Chotek 1802–1864            |                                |                                | 13. Karolína Aloisie z Eltzu 1810–1862  | 13. Karolína Aloisie z Eltzu 1810–1862  | 13. Karolína Aloisie z Eltzu 1810–1862  | 13. Karolína Aloisie z Eltzu 1810–1862  | 13. Karolína Aloisie z Eltzu 1810–1862  | 13. Karolína Aloisie z Eltzu 1810–1862  |                                         |                                         | Sidonie Chotková 1805–1890              | Sidonie Chotková 1805–1890              | Sidonie Chotková 1805–1890                 | Sidonie Chotková 1805–1890                 | Sidonie Chotková 1805–1890                 | Sidonie Chotková 1805–1890                 |                                            |                                            | Bedřich z Fünfkirchenu 1805–1867   | Bedřich z Fünfkirchenu 1805–1867   | Bedřich z Fünfkirchenu 1805–1867   | Bedřich z Fünfkirchenu 1805–1867   | Bedřich z Fünfkirchenu 1805–1867   | Bedřich z Fünfkirchenu 1805–1867   |                        |                        | 6. Karel Chotek 1805–1832     | 6. Karel Chotek 1805–1832     | 6. Karel Chotek 1805–1832     | 6. Karel Chotek 1805–1832     | 6. Karel Chotek 1805–1832          | 6. Karel Chotek 1805–1832          |                                    |                                    | Antonín Chotek 1822–1883                   | Antonín Chotek 1822–1883                   | Antonín Chotek 1822–1883                   | Antonín Chotek 1822–1883                   | Antonín Chotek 1822–1883                   | Antonín Chotek 1822–1883                   |                        |                        | Olga von Moltke 1832–1906  | Olga von Moltke 1832–1906  | Olga von Moltke 1832–1906  | Olga von Moltke 1832–1906  | Olga von Moltke 1832–1906                    | Olga von Moltke 1832–1906                    |                                              |                                              | 11. Emanuel Chotek 1823–1843                 | 11. Emanuel Chotek 1823–1843                 | 11. Emanuel Chotek 1823–1843              | 11. Emanuel Chotek 1823–1843              | 11. Emanuel Chotek 1823–1843              | 11. Emanuel Chotek 1823–1843              |                                |                                | 5. Ferdinand Chotek 1826–1830  | 5. Ferdinand Chotek 1826–1830  | 5. Ferdinand Chotek 1826–1830  | 5. Ferdinand Chotek 1826–1830  | 5. Ferdinand Chotek 1826–1830  | 5. Ferdinand Chotek 1826–1830  |                         |                         | Bohuslav Chotek 1829–1896      | Bohuslav Chotek 1829–1896      | Bohuslav Chotek 1829–1896      | Bohuslav Chotek 1829–1896      | Bohuslav Chotek 1829–1896                  | Bohuslav Chotek 1829–1896                  |                                            |                                            | Vilemína Kinská 1838–1886                  | Vilemína Kinská 1838–1886                  | Vilemína Kinská 1838–1886   | Vilemína Kinská 1838–1886   | Vilemína Kinská 1838–1886   | Vilemína Kinská 1838–1886   |  |  |  |  |
| 14. Jindřich Chotek 1802–1864            | 14. Jindřich Chotek 1802–1864            | 14. Jindřich Chotek 1802–1864            | 14. Jindřich Chotek 1802–1864            | 14. Jindřich Chotek 1802–1864            | 14. Jindřich Chotek 1802–1864            |                                |                                | 13. Karolína Aloisie z Eltzu 1810–1862  | 13. Karolína Aloisie z Eltzu 1810–1862  | 13. Karolína Aloisie z Eltzu 1810–1862  | 13. Karolína Aloisie z Eltzu 1810–1862  | 13. Karolína Aloisie z Eltzu 1810–1862  | 13. Karolína Aloisie z Eltzu 1810–1862  |                                         |                                         | Sidonie Chotková 1805–1890              | Sidonie Chotková 1805–1890              | Sidonie Chotková 1805–1890                 | Sidonie Chotková 1805–1890                 | Sidonie Chotková 1805–1890                 | Sidonie Chotková 1805–1890                 |                                            |                                            | Bedřich z Fünfkirchenu 1805–1867   | Bedřich z Fünfkirchenu 1805–1867   | Bedřich z Fünfkirchenu 1805–1867   | Bedřich z Fünfkirchenu 1805–1867   | Bedřich z Fünfkirchenu 1805–1867   | Bedřich z Fünfkirchenu 1805–1867   |                        |                        | 6. Karel Chotek 1805–1832     | 6. Karel Chotek 1805–1832     | 6. Karel Chotek 1805–1832     | 6. Karel Chotek 1805–1832     | 6. Karel Chotek 1805–1832          | 6. Karel Chotek 1805–1832          |                                    |                                    | Antonín Chotek 1822–1883                   | Antonín Chotek 1822–1883                   | Antonín Chotek 1822–1883                   | Antonín Chotek 1822–1883                   | Antonín Chotek 1822–1883                   | Antonín Chotek 1822–1883                   |                        |                        | Olga von Moltke 1832–1906  | Olga von Moltke 1832–1906  | Olga von Moltke 1832–1906  | Olga von Moltke 1832–1906  | Olga von Moltke 1832–1906                    | Olga von Moltke 1832–1906                    |                                              |                                              | 11. Emanuel Chotek 1823–1843                 | 11. Emanuel Chotek 1823–1843                 | 11. Emanuel Chotek 1823–1843              | 11. Emanuel Chotek 1823–1843              | 11. Emanuel Chotek 1823–1843              | 11. Emanuel Chotek 1823–1843              |                                |                                | 5. Ferdinand Chotek 1826–1830  | 5. Ferdinand Chotek 1826–1830  | 5. Ferdinand Chotek 1826–1830  | 5. Ferdinand Chotek 1826–1830  | 5. Ferdinand Chotek 1826–1830  | 5. Ferdinand Chotek 1826–1830  |                         |                         | Bohuslav Chotek 1829–1896      | Bohuslav Chotek 1829–1896      | Bohuslav Chotek 1829–1896      | Bohuslav Chotek 1829–1896      | Bohuslav Chotek 1829–1896                  | Bohuslav Chotek 1829–1896                  |                                            |                                            | Vilemína Kinská 1838–1886                  | Vilemína Kinská 1838–1886                  | Vilemína Kinská 1838–1886   | Vilemína Kinská 1838–1886   | Vilemína Kinská 1838–1886   | Vilemína Kinská 1838–1886   |  |  |  |  |
|                                          |                                          |                                          |                                          |                                          |                                          |                                |                                |                                         |                                         |                                         |                                         |                                         |                                         |                                         |                                         |                                         |                                         |                                            |                                            |                                            |                                            |                                            |                                            |                                    |                                    |                                    |                                    |                                    |                                    |                        |                        |                               |                               |                               |                               |                                    |                                    |                                    |                                    |                                            |                                            |                                            |                                            |                                            |                                            |                        |                        |                            |                            |                            |                            |                                              |                                              |                                              |                                              |                                              |                                              |                                           |                                           |                                           |                                           |                                |                                |                                |                                |                                |                                |                                |                                |                         |                         |                                |                                |                                |                                |                                            |                                            |                                            |                                            |                                            |                                            |                             |                             |                             |                             |  |  |  |  |
|                                          |                                          |                                          |                                          |                                          |                                          |                                |                                |                                         |                                         |                                         |                                         |                                         |                                         |                                         |                                         |                                         |                                         |                                            |                                            |                                            |                                            |                                            |                                            |                                    |                                    |                                    |                                    |                                    |                                    |                        |                        |                               |                               |                               |                               |                                    |                                    |                                    |                                    |                                            |                                            |                                            |                                            |                                            |                                            |                        |                        |                            |                            |                            |                            |                                              |                                              |                                              |                                              |                                              |                                              |                                           |                                           |                                           |                                           |                                |                                |                                |                                |                                |                                |                                |                                |                         |                         |                                |                                |                                |                                |                                            |                                            |                                            |                                            |                                            |                                            |                             |                             |                             |                             |  |  |  |  |
| 17. Marie Terezie z Auerspergu 1837–1888 | 17. Marie Terezie z Auerspergu 1837–1888 | 17. Marie Terezie z Auerspergu 1837–1888 | 17. Marie Terezie z Auerspergu 1837–1888 | 17. Marie Terezie z Auerspergu 1837–1888 | 17. Marie Terezie z Auerspergu 1837–1888 |                                |                                | 18. Rudolf Karel Chotek 1832–1894       | 18. Rudolf Karel Chotek 1832–1894       | 18. Rudolf Karel Chotek 1832–1894       | 18. Rudolf Karel Chotek 1832–1894       | 18. Rudolf Karel Chotek 1832–1894       | 18. Rudolf Karel Chotek 1832–1894       |                                         |                                         | 19. Emerich Chotek 1833–1911            | 19. Emerich Chotek 1833–1911            | 19. Emerich Chotek 1833–1911               | 19. Emerich Chotek 1833–1911               | 19. Emerich Chotek 1833–1911               | 19. Emerich Chotek 1833–1911               |                                            |                                            | Julie z Thun-Hohensteinu 1848–1889 | Julie z Thun-Hohensteinu 1848–1889 | Julie z Thun-Hohensteinu 1848–1889 | Julie z Thun-Hohensteinu 1848–1889 | Julie z Thun-Hohensteinu 1848–1889 | Julie z Thun-Hohensteinu 1848–1889 |                        |                        | 7. Ferdinand Chotek 1836–1837 | 7. Ferdinand Chotek 1836–1837 | 7. Ferdinand Chotek 1836–1837 | 7. Ferdinand Chotek 1836–1837 | 7. Ferdinand Chotek 1836–1837      | 7. Ferdinand Chotek 1836–1837      |                                    |                                    | 9. mrtvě narozená dívka Chotková 1837–1837 | 9. mrtvě narozená dívka Chotková 1837–1837 | 9. mrtvě narozená dívka Chotková 1837–1837 | 9. mrtvě narozená dívka Chotková 1837–1837 | 9. mrtvě narozená dívka Chotková 1837–1837 | 9. mrtvě narozená dívka Chotková 1837–1837 |                        |                        | Ferdinand Chotek 1838–1913 | Ferdinand Chotek 1838–1913 | Ferdinand Chotek 1838–1913 | Ferdinand Chotek 1838–1913 | Ferdinand Chotek 1838–1913                   | Ferdinand Chotek 1838–1913                   |                                              |                                              | 20. Josefína ze Sweerts-Sporcku 1848–1924    | 20. Josefína ze Sweerts-Sporcku 1848–1924    | 20. Josefína ze Sweerts-Sporcku 1848–1924 | 20. Josefína ze Sweerts-Sporcku 1848–1924 | 20. Josefína ze Sweerts-Sporcku 1848–1924 | 20. Josefína ze Sweerts-Sporcku 1848–1924 |                                |                                | 10. Isabela Chotková 1840–1841 | 10. Isabela Chotková 1840–1841 | 10. Isabela Chotková 1840–1841 | 10. Isabela Chotková 1840–1841 | 10. Isabela Chotková 1840–1841 | 10. Isabela Chotková 1840–1841 |                         |                         | 12. Isabela Chotková 1842–1857 | 12. Isabela Chotková 1842–1857 | 12. Isabela Chotková 1842–1857 | 12. Isabela Chotková 1842–1857 | 12. Isabela Chotková 1842–1857             | 12. Isabela Chotková 1842–1857             |                                            |                                            | 21. Arnošt Chotek 1844–1927                | 21. Arnošt Chotek 1844–1927                | 21. Arnošt Chotek 1844–1927 | 21. Arnošt Chotek 1844–1927 | 21. Arnošt Chotek 1844–1927 | 21. Arnošt Chotek 1844–1927 |  |  |  |  |
| 17. Marie Terezie z Auerspergu 1837–1888 | 17. Marie Terezie z Auerspergu 1837–1888 | 17. Marie Terezie z Auerspergu 1837–1888 | 17. Marie Terezie z Auerspergu 1837–1888 | 17. Marie Terezie z Auerspergu 1837–1888 | 17. Marie Terezie z Auerspergu 1837–1888 |                                |                                | 18. Rudolf Karel Chotek 1832–1894       | 18. Rudolf Karel Chotek 1832–1894       | 18. Rudolf Karel Chotek 1832–1894       | 18. Rudolf Karel Chotek 1832–1894       | 18. Rudolf Karel Chotek 1832–1894       | 18. Rudolf Karel Chotek 1832–1894       |                                         |                                         | 19. Emerich Chotek 1833–1911            | 19. Emerich Chotek 1833–1911            | 19. Emerich Chotek 1833–1911               | 19. Emerich Chotek 1833–1911               | 19. Emerich Chotek 1833–1911               | 19. Emerich Chotek 1833–1911               |                                            |                                            | Julie z Thun-Hohensteinu 1848–1889 | Julie z Thun-Hohensteinu 1848–1889 | Julie z Thun-Hohensteinu 1848–1889 | Julie z Thun-Hohensteinu 1848–1889 | Julie z Thun-Hohensteinu 1848–1889 | Julie z Thun-Hohensteinu 1848–1889 |                        |                        | 7. Ferdinand Chotek 1836–1837 | 7. Ferdinand Chotek 1836–1837 | 7. Ferdinand Chotek 1836–1837 | 7. Ferdinand Chotek 1836–1837 | 7. Ferdinand Chotek 1836–1837      | 7. Ferdinand Chotek 1836–1837      |                                    |                                    | 9. mrtvě narozená dívka Chotková 1837–1837 | 9. mrtvě narozená dívka Chotková 1837–1837 | 9. mrtvě narozená dívka Chotková 1837–1837 | 9. mrtvě narozená dívka Chotková 1837–1837 | 9. mrtvě narozená dívka Chotková 1837–1837 | 9. mrtvě narozená dívka Chotková 1837–1837 |                        |                        | Ferdinand Chotek 1838–1913 | Ferdinand Chotek 1838–1913 | Ferdinand Chotek 1838–1913 | Ferdinand Chotek 1838–1913 | Ferdinand Chotek 1838–1913                   | Ferdinand Chotek 1838–1913                   |                                              |                                              | 20. Josefína ze Sweerts-Sporcku 1848–1924    | 20. Josefína ze Sweerts-Sporcku 1848–1924    | 20. Josefína ze Sweerts-Sporcku 1848–1924 | 20. Josefína ze Sweerts-Sporcku 1848–1924 | 20. Josefína ze Sweerts-Sporcku 1848–1924 | 20. Josefína ze Sweerts-Sporcku 1848–1924 |                                |                                | 10. Isabela Chotková 1840–1841 | 10. Isabela Chotková 1840–1841 | 10. Isabela Chotková 1840–1841 | 10. Isabela Chotková 1840–1841 | 10. Isabela Chotková 1840–1841 | 10. Isabela Chotková 1840–1841 |                         |                         | 12. Isabela Chotková 1842–1857 | 12. Isabela Chotková 1842–1857 | 12. Isabela Chotková 1842–1857 | 12. Isabela Chotková 1842–1857 | 12. Isabela Chotková 1842–1857             | 12. Isabela Chotková 1842–1857             |                                            |                                            | 21. Arnošt Chotek 1844–1927                | 21. Arnošt Chotek 1844–1927                | 21. Arnošt Chotek 1844–1927 | 21. Arnošt Chotek 1844–1927 | 21. Arnošt Chotek 1844–1927 | 21. Arnošt Chotek 1844–1927 |  |  |  |  |
|                                          |                                          |                                          |                                          |                                          |                                          |                                |                                |                                         |                                         |                                         |                                         |                                         |                                         |                                         |                                         |                                         |                                         |                                            |                                            |                                            |                                            |                                            |                                            |                                    |                                    |                                    |                                    |                                    |                                    |                        |                        |                               |                               |                               |                               |                                    |                                    |                                    |                                    |                                            |                                            |                                            |                                            |                                            |                                            |                        |                        |                            |                            |                            |                            |                                              |                                              |                                              |                                              |                                              |                                              |                                           |                                           |                                           |                                           |                                |                                |                                |                                |                                |                                |                                |                                |                         |                         |                                |                                |                                |                                |                                            |                                            |                                            |                                            |                                            |                                            |                             |                             |                             |                             |  |  |  |  |
|                                          |                                          |                                          |                                          |                                          |                                          |                                |                                |                                         |                                         |                                         |                                         |                                         |                                         |                                         |                                         |                                         |                                         |                                            |                                            |                                            |                                            |                                            |                                            |                                    |                                    |                                    |                                    |                                    |                                    |                        |                        |                               |                               |                               |                               |                                    |                                    |                                    |                                    |                                            |                                            |                                            |                                            |                                            |                                            |                        |                        |                            |                            |                            |                            |                                              |                                              |                                              |                                              |                                              |                                              |                                           |                                           |                                           |                                           |                                |                                |                                |                                |                                |                                |                                |                                |                         |                         |                                |                                |                                |                                |                                            |                                            |                                            |                                            |                                            |                                            |                             |                             |                             |                             |  |  |  |  |
|                                          |                                          |                                          |                                          | 16. Jan Rudolf Chotek 1865–1884          |                                          |                                |                                |                                         |                                         |                                         |                                         |                                         |                                         |                                         |                                         |                                         |                                         |                                            |                                            |                                            |                                            |                                            |                                            |                                    |                                    |                                    |                                    |                                    |                                    |                        |                        |                               |                               |                               |                               |                                    |                                    |                                    |                                    |                                            |                                            |                                            |                                            |                                            |                                            |                        |                        |                            |                            |                            |                            |                                              |                                              |                                              |                                              |                                              |                                              |                                           |                                           |                                           |                                           |                                |                                |                                |                                |                                |                                |                                |                                |                         |                         |                                |                                |                                |                                |                                            |                                            |                                            |                                            |                                            |                                            |                             |                             |                             |                             |  |  |  |  |
|                                          |                                          |                                          |                                          |                                          |                                          |                                |                                |                                         |                                         |                                         |                                         |                                         |                                         |                                         |                                         |                                         |                                         |                                            |                                            |                                            |                                            |                                            |                                            |                                    |                                    |                                    |                                    |                                    |                                    |                        |                        |                               |                               |                               |                               |                                    |                                    |                                    |                                    |                                            |                                            |                                            |                                            |                                            |                                            |                        |                        |                            |                            |                            |                            |                                              |                                              |                                              |                                              |                                              |                                              |                                           |                                           |                                           |                                           |                                |                                |                                |                                |                                |                                |                                |                                |                         |                         |                                |                                |                                |                                |                                            |                                            |                                            |                                            |                                            |                                            |                             |                             |                             |                             |  |  |  |  |